# Maggås
Maggås är en småort i Orsa kommun i Dalarnas län.